# Tingvollvågen
Tingvollvågen este o localitate din comuna Tingvoll, provincia Møre og Romsdal, Norvegia, cu o suprafață de 1,23 km² și o populație de 1.026 locuitori (2013).